# Partit Ganap
El Partit Ganap va ser un partit polític filipí que va sorgir a partir del moviment sakdalista. Benigno Ramos, que en va ser líder, també va ser el fundador del moviment sakdalista. La festa va prendre el seu nom de la paraula tagalog ganap, que significa «complet».

## Inici
El líder del partit Sakdal, Benigno Ramos, va tornar a les Filipines el 1938, després de tres anys a l'exili autoimposat al Japó. Desitjós de reagrupar el moviment després de l'aixecament fallit de maig, va formar el partit Ganap. Era un partit projaponès i veia una aliança amb ells com el camí cap a la independència. La seva propaganda era tan fortament projaponesa i antiamericana que Ramos va ser empresonat acusat d'estafa. Ganap va treure la seva base de suport dels antics membres de Sakdal, la classe camperola descontenta. El partit no va estar exempt de dissidència interna, però, ja que els opositors de Benigno Ramos van romandre a l'antic Partit Sakdal, afirmant que Ramos s'havia convertit en un nacionalista i un titella de Quezon.

## L'arribada del Japó
El Partit Ganap va poder organitzar-se i va ser un dels tres partits que es va permetre que es presentessin a les eleccions de 1941, quan Manuel L. Quezon va buscar la reelecció. La principal àrea de suport del partit va ser la zona de Bulacan al sud de l'illa de Luzon, on es trobaven les principals finques terrestres. A mesura que el partit anava guanyant força, els membres es van estendre a altres províncies, com La Union i Pangasinan.
La Guerra del Pacífic de la Segona Guerra Mundial començar el 8 de desembre de 1941 (hora de les Filipines), amb el bombardeig a Pearl Harbor. Després d'aquest atac, els avions japonesos van procedir a bombardejar diversos objectius a Davao. Per Nadal, les forces japoneses havien desembarcat en territori filipí i entre els invasors hi havia el general katipunan projaponès Artemio Ricarte. A principis d'abril de 1942, els japonesos van alliberar Ramos del seu empresonament, i aquest va mobilitzar el suport del partit Ganap als japonesos.

## Paper en l'ocupació japonesa
El Partit Ganap va veure els japonesos com a salvadors de les Filipines, i els seus membres van col·laborar fàcilment amb ells durant l'ocupació de les illes. Molts membres del Partit Ganap van ser reclutats al Yoin, o United Nippon, una organització dedicada a dur a terme tasques auxiliars i domèstiques per a la força expedicionària japonesa.
Altres membres del Partit Ganap van ser absorbits per l'exèrcit japonès i van rebre armes. Es va denunciar un abús generalitzat d'aquests deures i poders, i els grups guerrillers van prendre represàlies assetjant els membres del Partit Ganap i les seves famílies. A canvi, els membres del Partit Ganap començarien a enviar «escoltes d'intel·ligència» a les unitats guerrilleres enemigues i les seves famílies. Si es demostra que eren antijaponesos o han matat a un membre de Ganap, aquests vestits serien desterrats i assassinats.
La camarilla Partit Nacionalista, liderada pel llavors president José P. Laurel i l'antic president de la Comissió Executiva filipina Jorge B. Vargas, es va preocupar pel creixent poder del Partit Ganap. El Partit Ganap va quedar, doncs, marginat quan els ocupants van decretar la creació de KALIBAPI en el qual es van fusionar. Encara que el partit era un constituent de KALIBAPI, Ganap mai va exercir una influència real dins de la nova agrupació, en part per suggeriment de Laurel i Vargas. Molts dels seguidors originals del partit formarien la base del grup de milícies Makapili, que els japonesos van fundar el novembre de 1944.